# Теракт в Импхале

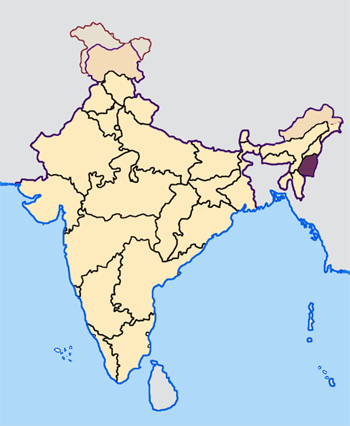
Манипур на карте Индии

Террористический акт в Импхале произошёл 21 октября 2008 года.
Вечером в 19:30 по местному времени в Импхале (столице штата Манипур) произошёл взрыв у полицейских казарм в Западном районе города. Бомба была заложена в авторикше. В результате погибло 17 человек, ранения различной степени получили более 40, большинство — мирные жители.
Это был второй взрыв в октябре 2008 года в Северо-Восточной Индии после теракта в Агартале. Позже, 30 октября, крупный террористический акт произошёл уже в Ассаме. Поначалу ни одна из организаций о своей ответственности не заявила, предполагалось, что это была месть за уничтожение повстанцев PREPAK в сентябре 2008 года. Вскоре появилось сообщение, что ко взрыву причастна местная коммунистическая организация KCP (MC). Однако, 28 октября представитель коммунистов заявил, что KCP (MC) не участвовала в террористическом акте.